# Epidalea calamita
Il rospo calamita (Epidalea calamita (Laurenti, 1768)) è un anfibio appartenente alla famiglia Bufonidae, diffuso in Europa. È l'unica specie del genere Epidalea Cope, 1864.

## Descrizione
Il rospo calamita può raggiungere i 6-7 cm di lunghezza e pesa in media circa 20 g. Questo rospo ha zampe più lunghe di quelle di tanti altri rospi. Il corpo è ricoperto da piccoli rigonfiamenti simili a verruche, e a metà dorso è presente una striscia di colore giallo. Ha l'iride, che circonda la pupilla nera, di colore giallastro.

## Biologia

### Comportamento
Il rospo calamita è un animale notturno. Il maschio è provvisto di un sacco vocale che usa durante la stagione degli amori. Scava in autunno una tana nel terreno sabbioso, in cui va in letargo per l'inverno. La sua durata della vita può arrivare fino a 12 anni. La metamorfosi in rospo adulto avviene dopo 10 settimane.

### Alimentazione
Il rospo calamita preda vari invertebrati.

### Riproduzione
Raggiunge la maturità sessuale ai 2-3 anni. La femmina depone le uova (fino a 2600) in tarda primavera e nell'inizio dell'estate in pozze d'acqua temporanee. Nel mentre che la femmina depone ovature filiformi, il maschio le feconda aggrappandosi sopra di lei. Le uova si schiudono dopo 7-12 giorni, ma se fa freddo si schiudono più tardi.

## Distribuzione e habitat
Il rospo calamita vive nelle brughiere e nelle zone sabbiose europee.

## Stato di conservazione
Il rospo calamita è considerato dalla IUCN una specie a rischio minimo d'estinzione (Least Concern).